# Dolomedes batesi
Dolomedes batesi är en spindelart som beskrevs av Pocock 1903. Dolomedes batesi ingår i släktet Dolomedes och familjen vårdnätsspindlar.
Artens utbredningsområde är Kamerun. Inga underarter finns listade i Catalogue of Life.